# Dz'mitry Aharodnik
Dz'mitry Barysavič Aharodnik (in bielorusso Дзьмітры Барысавіч Агароднік?; Zėl'va, 11 giugno 1978) è un ex calciatore bielorusso, di ruolo attaccante.